# Impatiens flammea
Impatiens flammea är en balsaminväxtart som beskrevs av Ernest Friedrich Gilg. Impatiens flammea ingår i släktet balsaminer, och familjen balsaminväxter. Inga underarter finns listade i Catalogue of Life.